# Điểm cực quỹ đạo

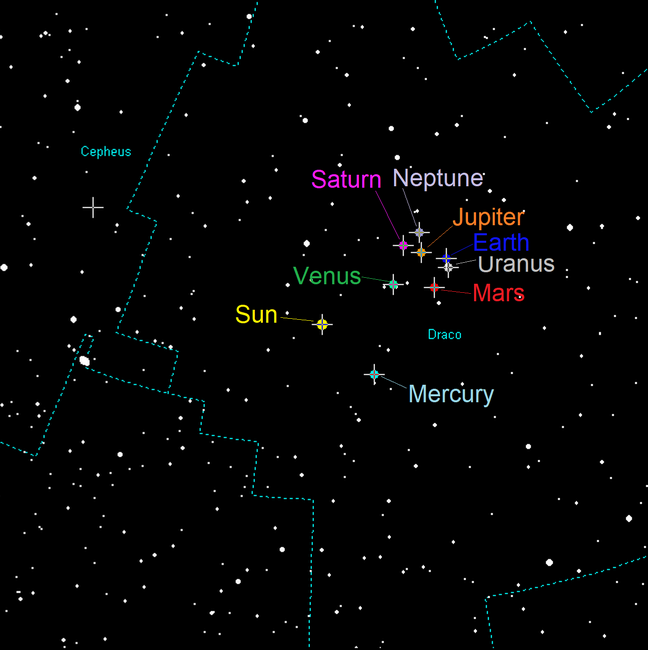
Cực quỹ đạo bắc của các hành tinh lớn trong hệ Mặt Trời đều nằm trong chòm sao Thiên Long. Điểm màu vàng ở trung tâm biểu diễn cực bắc Mặt Trời, còn lại là các điểm cực quỹ đạo bắc của: Mộc Tinh, Thủy Tinh, Kim Tinh, Trái Đất, Hỏa Tinh, Thổ Tinh, Thiên Vương Tinh, Hải Vương Tinh. Cực quỹ đạo của hành tinh lùn Diêm Vương Tinh được biểu diễn bởi dấu chéo trong chòm sao Tiên Vương.

Một điểm cực quỹ đạo là một trong hai giao điểm với thiên cầu ở hai phía của đường thẳng đi qua tâm của một quỹ đạo (hoặc của một vật thể quay chẳng hạn một hành tinh) và vuông góc với mặt phẳng quỹ đạo đó. Khi chiếu lên thiên cầu, điểm cực quỹ đạo tương tự thiên cực về khái niệm, nhưng dựa trên quỹ đạo của thiên thể thay vì xích đạo.
Cực quỹ đạo bắc của một thiên thể quay được xác định bởi quy tắc bàn tay phải. Nếu các ngón tay của bàn tay phải cong theo chiều của chuyển động quỹ đạo, với ngón tay cái choãi ra song song với trục quỹ đạo, thì chiều mà ngón tay cái chỉ được định nghĩa chính là cực quỹ đạo bắc.
Các cực của quỹ đạo Trái Đất được gọi là các cực hoàng đạo hay hoàng cực. Đối với các hành tinh còn lại, cực quỹ đạo của hành tinh đó trong hệ tọa độ hoàng đạo được cho bởi kinh độ của điểm nút lên (☊) và độ nghiêng quỹ đạo (i): l = ☊ - 90°, b = 90° - i.
| Thiên thể        | ☊        | i       | l        | b        | RA               | Dec             |
| ---------------- | -------- | ------- | -------- | -------- | ---------------- | --------------- |
| Thủy Tinh        | 48.331°  | 7.005°  | 318.331° | 82.995°  | 18 h 43 m 57.1 s | +61° 26′ 52″    |
| Kim Tinh         | 76.678°  | 3.395°  | 346.678° | 86.605°  | 18 h 32 m 1.8 s  | +65° 34′ 1″     |
| Trái Đất         | 140°     | 0.0001° | 50°      | 89.9999° | 18 h 0 m 0 s     | +66° 33′ 38.84″ |
| Hỏa Tinh         | 49.562°  | 1.850°  | 319.562° | 88.150°  | 18 h 13 m 29.7 s | +65° 19′ 22″    |
| Ceres            | 80.494°  | 10.583° | 350.494° | 79.417°  | 19 h 33 m 33.1 s | +62° 50′ 57″    |
| Mộc Tinh         | 100.492° | 1.305°  | 10.492°  | 88.695°  | 18 h 13 m 0.8 s  | +66° 45′ 53″    |
| Thổ Tinh         | 113.643° | 2.485°  | 23.643°  | 87.515°  | 18 h 23 m 46.8 s | +67° 26′ 55″    |
| Thiên Vương Tinh | 73.989°  | 0.773°  | 343.989° | 89.227°  | 18 h 7 m 24.1 s  | +66° 20′ 12″    |
| Hải Vương Tinh   | 131.794° | 1.768°  | 41.794°  | 88.232°  | 18 h 13 m 54.1 s | +67° 42′ 8″     |
| Diêm Vương Tinh  | 110.287° | 17.151° | 20.287°  | 72.849°  | 20 h 56 m 3.7 s  | +66° 32′ 31″    |

## Hoàng cực
Hoàng đạo là mặt phẳng chứa quỹ đạo của Trái Đất quanh Mặt Trời. Các hoàng cực là hai điểm nơi trục hoàng đạo, đường thẳng tưởng tượng vuông góc với mặt phẳng hoàng đạo giao cắt với thiên cầu.
Hai cực hoàng đạo được thể hiện trên các bản đồ sao ở dưới
|                                          |                                        |
| Hoàng cực bắc nằm trong chòm Thiên Long. | Hoàng cực nam nằm trong chòm Kiếm Ngư. |

Do sự tiến động, mỗi thiên cực hoàn thành một vòng tròn xung quanh hoàng cực gần hơn theo chu kỳ mỗi 25,800 năm.
Tính đến  ngày 1 tháng 1 năm 2000, vị trí của các hoàng cực được biểu diễn trong tọa độ xích đạo, một hệ quả của độ nghiêng trục quay Trái Đất, có giá trị bên dưới:
- Bắc: xích kinh 18h 0m 0.0s (chính xác), xích vĩ +66° 33′ 38.55″
- Nam: xích kinh 6h 0m 0.0s (chính xác), xích vĩ −66° 33′ 38.55″

Không thể ở bất kỳ nơi nào mà một trong hai hoàng cực ở trên thiên đỉnh trên bầu trời vào ban đêm. Theo định nghĩa, các cực hoàng đạo nằm cách vị trí của Mặt Trời 90°. Do đó, bất cứ khi nào và bất cứ nơi nào mà một trong hai cực hoàng đạo ở trên thiên đỉnh, Mặt Trời phải nằm ở trên đường chân trời. Các hoàng cực chỉ có thể tiếp xúc với thiên đỉnh tại các địa điểm nằm trên vòng Bắc Cực và Nam Cực (vĩ độ ±66° 33.6′).
Tọa độ thiên hà của hoàng cực Bắc có thể được tính và có giá trị bằng l = 96.38°, b = 29.81° (xem Hệ tọa độ thiên văn).